# El Factor
El Factor es un municipio de la República Dominicana, que está situado en la provincia de María Trinidad Sánchez.

## Límites
Municipios limítrofes:
|                                 | Norte: Nagua                        |             |
| Oeste: San Francisco de Macorís |                                     | Este: Nagua |
|                                 | Sur: Castillo, Villa Riva y Arenoso |             |

## Distritos municipales
Está formado por los distritos municipales de:
| Nombre    | Código   |
| --------- | -------- |
| El Factor | 03140301 |
| El Pozo   | 03140302 |